# فرنسيس ويلسون (لاعب كريكت)
فرنسيس ويلسون (9 أبريل 1876 في المملكة المتحدة - 19 مارس 1964 في المملكة المتحدة) (بالإنجليزية: Francis Wilson)‏ هو لاعب كريكت بريطاني (وحمل سابقاً جنسية المملكة المتحدة لبريطانيا العظمى وأيرلندا). لعب مع British Army cricket team ‏ ونادي مارليبون للكريكت ‏ وNational Counties Cricket Championship ‏ وSuffolk County Cricket Club ‏.